# Số gần nguyên tố

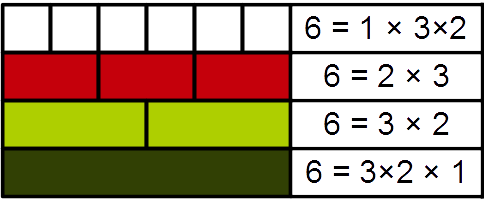
Mô phỏng bằng với các que Cuisenaire, các tính chất của các số gần như nguyên tố bậc 2 của số 6

Trong lý thuyết số, một số tự nhiên được gọi là số gần nguyên tố bậc k nếu nó có k thừa số nguyên tố . Chính thức hơn, một số n là số gần số nguyên tố bậc k khi và chỉ khi Ω(n) = k, trong đó Ω(n) là tổng số các số nguyên tố trong phép phân tích thừa số nguyên tố của n (cũng có thể được coi là tổng của tất cả các số mũ của số nguyên tố trong phân tích đó):
{\displaystyle \Omega (n):=\sum a_{i}\qquad {\mbox{nếu}}\qquad n=\prod p_{i}^{a_{i}}.}
Do đó, một số tự nhiên là số nguyên tố khi và chỉ khi nó là số gần nguyên tố bậc 1, và là số nửa nguyên tố khi và chỉ khi nó gần như là số gần nguyên tố bậc 2. Tập hợp số gần nguyên tố bậc k thường được ký hiệu là Pk. Số gần nguyên tố bậc k nhỏ nhất là 2k . Các số gần nguyên tố có cùng bậc k đầu tiên là:
| k  | số gần nguyên tố bậc k           | Dãy OEIS |
| -- | -------------------------------- | -------- |
| 1  | 2, 3, 5, 7, 11, 13, 17, 19,...   | A000040  |
| 2  | 4, 6, 9, 10, 14, 15, 21, 22,...  | A001358  |
| 3  | 8, 12, 18, 20, 27, 28, 30,...    | A014612  |
| 4  | 16, 24, 36, 40, 54, 56, 60,...   | A014613  |
| 5  | 32, 48, 72, 80, 108, 112,...     | A014614  |
| 6  | 64, 96, 144, 160, 216, 224,...   | A046306  |
| 7  | 128, 192, 288, 320, 432, 448,... | A046308  |
| 8  | 256, 384, 576, 640, 864, 896,... | A046310  |
| 9  | 512, 768, 1152, 1280, 1728,...   | A046312  |
| 10 | 1024, 1536, 2304, 2560,...       | A046314  |
| 11 | 2048, 3072, 4608, 5120,...       | A069272  |
| 12 | 4096, 6144, 9216, 10240,...      | A069273  |
| 13 | 8192, 12288, 18432, 20480,...    | A069274  |
| 14 | 16384, 24576, 36864, 40960,...   | A069275  |
| 15 | 32768, 49152, 73728, 81920,...   | A069276  |
| 16 | 65536, 98304, 147456,...         | A069277  |
| 17 | 131072, 196608, 294912,...       | A069278  |
| 18 | 262144, 393216, 589824,...       | A069279  |
| 19 | 524288, 786432, 1179648,...      | A069280  |
| 20 | 1048576, 1572864, 2359296,...    | A069281  |

Hàm πk(n) đếm số các số nguyên dương nhỏ hơn hoặc bằng n với đúng k ước nguyên tố (không nhất thiết phải phân biệt) tiệm cận với :
{\displaystyle \pi _{k}(n)\sim \left({\frac {n}{\log n}}\right){\frac {(\log \log n)^{k-1}}{(k-1)!}},}
kết quả của Landau. Xem thêm định lý Hardy – Ramanujan.